# Neuràlgia trifacial
La neuràlgia trifacial, també anomenada neuràlgia del trigemin, malaltia de Fothergill, prosopàlgia, prosoponeuràlgia i neuràlgia de Fothergill, és una afecció molt dolorosa, que pot arribar a fer-se crònica, del nervi trigemin, cinquè nervi cranial dels dotze parells simètrics de nervis (un parell per a cada meitat del cos) que s'originen a la base del cervell i que formen part del sistema nerviós de l'ésser humà.

## Descripció general
La neuràlgia del trigemin és una afectació patològica greu del cinquè nervi del crani, anomenat nervi trigemin, que es divideix en tres (d'aquí li ve el nom) a partir de l'anomenat gangli del trigemin que tenim a la cavitat trigeminal (o cavitat de Meckel) de l'os temporal, just al costat de l'orella. La branca superior del nervi s'anomena oftàlmica i les seves subramificacions cobreixen tota la part frontal superior de la cara i arriben fins a l'ull per sota de la pell coberta per la cella; la del mig s'anomena maxil·lar i arriba fins a les aletes del nas i el llavi superior de la boca, i la inferior es diu mandibular i arriba fins a les arrels inferiors de la dentadura i el llavi inferior de la boca. De vegades la neuràlgia trigeminal afecta només una de les branques, altres vegades dues branques o inclús totes tres. També hi ha la possibilitat de tenir afectats els nervis trigèmins de totes dues parts de la cara.
La neuràlgia del trigemin produeix un xoc facial que pot durar des d'una dècima de segon fins a uns quants segons i fins i tot minuts en cada atac. La intensitat del dolor sol ser físicament i mentalment incapacitant i requereix una actuació analgèsica o fins i tot sedant de manera immediata, per tal de prevenir accions desesperades del pacient.
Aquest trastorn, conegut també com a malaltia del suïcidi, causa un dolor extrem, instantani i sobtat molt similar a una descàrrega elèctrica en alguna de les zones anomenades gallet o disparador per les quals discorre el nervi.

## Causes
La presumpta causa de la neuràlgia del trigemin pot ser el fet que un vas sanguini comprimeixi el nervi en el punt en què surt de la tija cerebral i forma el gangli trigeminal. Aquesta compressió fa que es gasti el revestiment protector al voltant del nervi (la beina de mielina).
Si fos així, la neuràlgia del trigemin formaria part del procés normal d'envelliment d'algunes persones. A mesura que els vasos sanguinis s'allarguen poden caure i comprimir parcialment un nervi. Els símptomes de la neuràlgia del trigemin també es poden produir en persones amb esclerosi múltiple, una malaltia causada pel deteriorament de la mielina de tot l'organisme, o poden ser causats per un tumor que comprimeixi el nervi. En qualsevol cas, la compressió del nervi fa que aquest enviï senyals anormals al cervell. Hi ha molts casos de neuràlgia del trigemin, però, en què se'n desconeix la causa.

## Símptomes
La neuràlgia del trigemin es caracteritza per un dolor punxant intens i sobtat, com un xoc elèctric, que pot començar en un costat de la mandíbula, o bé dins la cavitat nasal o a les aletes del nas, o bé a la galta. El dolor pot produir-se en totes dues bandes de la cara, tot i que no sol ser freqüent, i menys de manera simultània. Els atacs de dolor, que generalment duren dècimes de segon però de vegades s'allarguen uns quants segons i fins i tot minuts, poden repetir-se en successió ràpida i venir i anar-se'n al llarg del dia. Cada episodi pot durar dies, setmanes o mesos, i després la neuràlgia pot desaparèixer durant mesos o anys, o fins i tot no tornar. En els dies o les hores prèvies a cada episodi, hi ha pacients que experimenten una sensació de pessigolleig a les zones gallet, cremor o entumiment, o un dolor lleu però persistent i inexplicable.
Les descàrregues intenses de dolor poden desfermar-se per vibració, moviment o contacte amb la galta, la cella, la boca o el nas: afaitar-se, rentar-se la cara, posar-se maquillatge o crema protectora contra el sol, raspallar-se les dents, menjar, beure, enraonar (i sobretot parlar en veu forta o cridar), o simplement estar exposat al vent, al sol o a corrents d'aire... El dolor pot afectar una petita zona o pot escampar-se per tota la cara i fins i tot per tot el cap. Els atacs de dolor rarament es produeixen a la nit, quan el pacient dorm, tret que faci algun moviment convuls involuntari que li pugui activar el nervi.
Per la intensitat i la violència d'aquest dolor, alguns pacients eviten fer qualsevol activitat, fins i tot les quotidianes més ordinàries, si preveuen, pels avisos previs que els arriben, que hi pot haver un atac imminent.

## Qui afecta
La neuràlgia del trigemin es produeix més sovint en persones de més de 50 anys, però pot arribar a qualsevol edat. És un trastorn més comú en dones que en homes. Té components de malaltia hereditària, tal vegada a causa d'un patró llegat en la formació dels vasos sanguinis.